# Tux Paint
 (août 2023).
Tux Paint est un logiciel libre de dessin pour enfants (dès 2 ans), disponible sous plusieurs plateformes dont Linux et Microsoft Windows. Il est diffusé selon les termes de la licence GNU GPL.

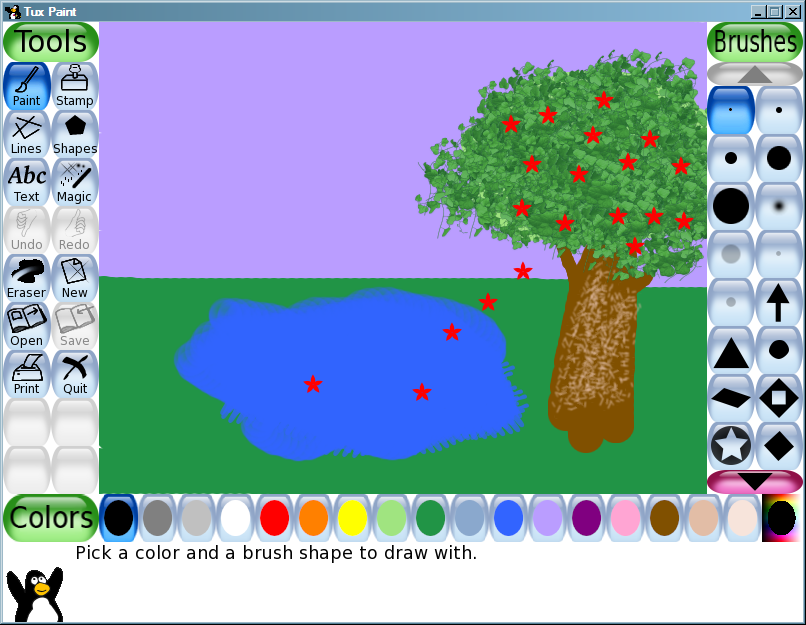
Dessin réalisé avec Tux Paint.